# Шоколад Трумпф
Шоколад Трумпф — марка виробника шоколаду, що виготовляється виробником Ludwig Schokolade GmbH & Co. KG, який є частиною Krüger-Gruppe, що знаходиться в Бергіш-Гладбах.

## Історія
У 1857 році Леонард Монхейм розпочав виготовляти шоколад на ринку в Аахені. Того ж року він найняв італійську компанію Chocolatier для ручного виробництва шоколаду. Перехід до автоматизації виробництва в 1865 році дав змогу розширити коло клієнтів. У 1903 році фабрика перейшла під керівництво Германа Джозефа Монхейма в Аахен-Зюстерфельд. 
Після Першої світової війни Аахен був окупований союзниками. Для забезпечення праворейнських клієнтів сини Германа Джозефа Монхайма підписали договір про будівництво шоколадної фабрики в Берліні-Вайсензеє, яка почала працювати у 1921 році.  Після Другої світової війни шоколадна фабрика Трумпф Вайсензеє була конфіскована і до 1954 року продовжувала працювати лише як VEB Трумпф, аж до того, як почала діяти Берлінська одинадцята шоколадна фабрика, під якою в Берлінському Пренцлауер Берг вже працювала націоналізована фабрика шоколаду Густав Сіліакс. 
У 1936 році була закрита ліцензійна угода з Lindt & Sprungli на виробництво в Німеччині. У 1951 році виробництво розпочалося в Квікборні. Після одруження з Айрін Монхейм у 1951 році Петер Людвіг вступив у керівництво компанії. У 1958 році торгова марка Mauxion була придбана компанією Леонарда Монхайма, це трапилося після того, як у 1948 році в Заафельді була експропрійована шоколадна фабрика Mauxion, яка продовжувала працювати як державне підприємство. Підприємницька сім'я Гутерів, що втекла до Західної Німеччини, була в 1954 році удостоєна права найменування. Це підприємство називалося в НДР від 1955 року «Ротштерн».
У 1960 році правнук Леонарда Монхайма Бернд Монхейм приєднався до сімейної компанії Леонарда Монхайма як генеральний партнер та керівник. У 1979 році він став членом управління і був одним з учасників групи часткового продажу в Зухарді.
З 1986 року підприємство Леонгарда Монхейма працює як Ludwig Schokolade GmbH & Co. KG, що було зареєстроване в 1998 році в групі Крюгера.

## Повітряна реклама
У 1924 році фабрика Монхайм почала випускати рекламу на літаках про Трумпф. У 1929 році вийшли два рекламні дирижаблі, а саме Парсеваль D-PN 28 і 27  — (Парсеваль) Рааб-Катценштайн РК.  Восени 1955 року в Трумпф розпочалося будівництво невеликого дирижабля, який здійснив свій перший рейс 24 листопада 1956 року і який був у використанні до 1957 року. Дирижабль з позначкою D-LEDA мав довжину від 57 м, ширину — 13,6 м і об'єм — 5120 м³. У 1958 році Цепелін побудував уФрідріхсхафені для Трумпф новий рекламний дирижамбель, який був у використанні до 1972 року.

## Продукти
Найвідоміші продукти, що продаються під торговою маркою Трумпф є Schogetten — порційни шоколад, повітряний шоколад Aero і Edle Tropfen in Nuss —  цукерки, заповнені алкоголевмісною сумішю. Виробництво здійснюється в Саарлуї, Саарвеллінгені (обидва в Німеччині), Тучно і Скочуві (обидва в Польщі).

## Інші товари підприємства Ludwig Schokolade GmbH&Co. KG
Компанія, маючи близько 1500 співробітників, є однією з найдешевших виробників недорогого шоколаду в Німеччині. Поруч з маркою Трумпф  продаються Novesia, Mauxion  і Regent. Також виробляється какаомарка Tropengold  і жувальні стрічки Fritt.
Компанія постачає всі марки дилерам (наприклад, Реве, Кауфланд, Спар), а також у дискаунтери.